# 張挙 (後趙)
張 挙（ちょう きょ、? - 351年）は、五胡十六国時代後趙の人物。

## 生涯
後趙に仕え、征北大将軍に任じられた。
建武5年（339年）9月、征東将軍李農と共に3万の兵を率いて前燕へ侵攻し、凡城を攻撃した。前燕君主慕容皝は禦難将軍悦綰に千の兵を与えて防衛を命じた。悦綰は士卒の先頭に立って矢石に身を晒しながら防戦に当たり、張挙らは力を尽くして攻めたが10日を経ても勝利出来なかった為、遂に撤退した。
建武8年（342年）頃、雁門から出撃し、索頭郁鞠（部族名）の討伐に向かい、これを撃ち破った。
後に太尉に任じられた。
建武14年（348年）9月、石虎は群臣と共に誰を皇太子に立てるか議論を行った。張挙は進み出て「燕公斌（石斌）は武略を有し、彭城公遵（石遵）は文徳を有しております。陛下がどちらかを選ばれるとよいかと」と述べると、石虎は「卿の言は正に我が意である」と喜んだ。だが、戎昭将軍張豺の画策により、最終的に異母弟の石世が皇太子に立てられる事になった。石虎が再び群臣を集めてこの事を東堂で議すと、張挙は李農と共に定議し、石世を太子に立てる上書を公卿に出させるよう勧めた。だが、大司農曹莫だけは署名しなかったので、張挙は李農と共に説得に当たった。
太寧元年（349年）4月、石虎が逝去して石世が位を継ぐと、太保張豺が政権を握った。張豺は司空李農を疎ましく思って誅殺を目論み、張挙にこの事を相談した。だが、張挙は李農と親交が篤かったので、この話を密告した。これを受け、李農は後趙と袂を分かって広宗へ逃走すると、乞活の李惲・田徽の残党であった数万の兵を率い、上白城に籠城した。劉皇太后の命により、張挙は宿衛の諸軍を率いて上白城を包囲した。やがて彭城王石遵が鄴を攻略して帝位を簒奪すると、その命により上白城の包囲を解いた。
12月、襄国を鎮守していた新興王石祗が朝政を専断していた冉閔（当時の名は石閔）や李農の誅殺を掲げて挙兵すると、張挙は冉閔の命により石琨・呼延盛らと共に迎撃に向かった。
青龍元年（350年）1月、石閔は自らの独断で国号を「衛」に変更し、自らの姓を「李」と改めた。さらに、大赦を下して青龍と改元した。これにより張挙は石閔から離反し、襄国の石祗を頼った。
同月、張挙は石琨・王朗と共に7万の兵を率いて冉閔（当時の名は李閔）の守る鄴へ侵攻すると、冉閔は千余りの騎兵を率いてこれを迎え撃った。両軍は城北において激突したが、張挙らは大敗を喫し、軍を退却させた。
同年（永寧元年）11月、冉閔は歩騎兵併せて10万を率い、襄国へ侵攻した。永寧2年（351年）2月、冉閔が襄国を包囲して百日余りが経過した。進退窮まった石祗は皇帝号を取り去って趙王を称すと、本物と称していた伝国璽（本物の伝国璽はこのとき鄴にあったので、これは偽作したものである）を張挙へ持たせて前燕皇帝慕容儁の下へ派遣し、伝国璽を渡す見返りとして援軍を要請した。慕容儁はこれを容れ、禦難将軍悦綰に兵3万を与えて救援に向かわせた。この時、冉閔もまた大司馬従事中郎常煒を使者として派遣し、本物の伝国璽は鄴にあると主張した。慕容儁は張挙の言葉を信じていたので、常煒を龍城へ幽閉した。
8月、石祗の死に伴い、悦綰は襄国より帰還した。その報告により張挙の発言が嘘であった事が発覚した。これにより、張挙は妄言を吐いたとして処刑されてしまった。